# 皇毅
皇毅（1231年—1297年），元朝官员，真定藁城人，父亲皇全，署千户。
皇毅有勇略，董文炳出使云南，从行三十二人，其中就有皇毅。忽必烈攻鄂州，他跟随从董文炳夺取南宋南岸梁子湖水栅。元世祖即位，北讨阿里不哥，使他率领壮士五十人跟从。董文炳驻守邓州，署任皇毅为征行千户。在泓河口随大军击败夏貴，以功授百户。又在焦山击败张世杰，夺战舰二，授为总把，佩铜印。董文炳略定淮东，表皇毅为千户，佩银符。还兵，北驻黑城，进武略将军，佩金符。修筑上都东西凉亭，有功，进武德将军、亲军总管，改总管为千户，又为前卫亲军千户。跟随忽必烈讨伐乃颜，在吐忽哥获胜，又与前锋在兀鲁古河、末温、哈剌木干战胜，在扎答擒获敌将金刚奴。平乃颜后，进升为宣武将军，告老归乡，以子皇度袭职。大德元年去世。